# Keadeen
Keadeen (en irlandais : Céidín) est un sommet des montagnes de Wicklow culminant à 635 mètres d'altitude, en Irlande, à proximité de Donard et Baltinglass. Il domine le Glen of Imaal au nord et Kiltegan au sud.